# Dzorastan
Dzorastan (en arménien Ձորաստան) est une communauté rurale du marz de Syunik en Arménie. En 2008, elle compte 71 habitants.